# Clémence-Marguerite de Bourgogne
Pour les articles homonymes, voir Marguerite de Bourgogne.
Clémence-Marguerite, ou Marguerite-Clémence ou simplement Marguerite, de Bourgogne, dite aussi de Mâcon, née vers 1095/1100 et décédée en 15 février 1164 à Crolles, est une princesse de la famille de Bourgogne, épouse de Guigues IV d'Albon et fondatrice de l'abbaye cistercienne féminine de Notre-Dame des Haies (Beatae Mariae de Haiis) près de Grenoble, où elle demande à être enterrée sous l'habit de Cîteaux.

## Biographie

### Origines
Marguerite ou Clémence-Marguerite ou Marguerite-Clémence, est la fille d'Etienne Ier de Bourgogne (1057-1102), administrateur du comté de Bourgogne, et de Béatrice de Lorraine (1060). L'un de ses oncles paternels deviendra le pape Calixte II.
Selon Georges de Manteyer, ce mariage avait été arrangé par Gui de Bourgogne, futur pape Calixte II, lors de son passage à Vienne vers 1110.
L'historien relève également que la nièce de Clémence, Béatrice Ire de Bourgogne, fille de Renaud III de Bourgogne et d'Agathe de Lorraine, devient en 1156 impératrice du Saint-Empire romain germanique par mariage avec l'empereur germanique Frédéric Barberousse. Elle apporte en dot le comté de Bourgogne Cisjurane et la Provence.

### Dauphine du Viennois
Marguerite ou Clémence-Marguerite de Bourgogne épouse Guigues IV d'Albon (1095-1142 ou 1149), le premier à porter le surnom de Dauphin dans un acte passé vers l’an 1140 entre lui et Hugues II, évêque de Grenoble.
Elle est la mère de Guigues V d'Albon (1125-1162), de Marquise († 1196), et Béatrice.
Vers 1141, elle fonde l'abbaye des Ayes.
Son époux meurt en 1142.

### Mort et sépulture
La date de sa mort n'est pas précisément connue.
Ulysse Chevalier (1913), tout comme Wipertus H. Rudt de Collenberg (1989), placent sa mort le 26 janvier 1163/4,.
Le site de généalogie fmg.ac/MedLands indique une inscription de l'abbaye des Ayes enregistrant la date au : VI Id Feb et mentionne une autre date indiquée dans le necrologue du prieuré de Saint-Robert : VII Kal Jan, enregistrant sa date de mort entre le 28 janvier ou le 8 février 1163/1164.
Son corps est inhumé en l'abbaye des Ayes, en présence de l'évêque de Grenoble, Jean de Sassenage.

## Vie et légende
Sa vie est connue par le récit qu'en a laissé un certain Guillaume, chanoine de Grenoble, dans un manuscrit de Notre-Dame des Haies (moniales cisterciennes, dioc. de Grenoble), édité dans l'Amplissima collectio de Martène et Durand. Elle contient notamment la transcription de son épitaphe (1213-1214).